# Thermoproteales
Thermoproteales (лат.) — порядок архей из типа кренархеот (Crenarchaeota).

## Строение
Клетки палочковидной или нитевидной формы, прямые или слабо искривлённые, иногда ветвящиеся. Размеры варьируют от 0,1 до 0,5 мкм в диаметре и от 1 до 100 мкм в длину. На клетках могут образовываться сферические отростки при росте в аэробных условиях. В роли клеточной стенки выступает белковый S-слой. Активно двигаться не могут. ДНК-зависимая РНК-полимераза устойчива к рифампицину и стрептолидигину. GC-состав варьирует от 43 % до 58 %. Представители родов Thermoproteus и Thermofilum размножаются, образовывая сфероиды, которые освобождаются от материнской клетки и становятся дочерними клетками, а также путём фрагментации.

## Среда обитания
Представители порядка обитают в горячих вулканических источниках и в подводных гидротермальных системах, поскольку являются гипертермофилами (температурный оптимум роста — от 75 до 100 °C). Оптимальный pH 5. Кроме того, они являются облигатными анаэробами или микроаэрофилами, то есть способны жить только при очень низкой концентрации кислорода. Археи родов Thermoproteus и Thermofilum по экстремальной анаэробности превосходят даже метаногенов. В природе археи родов Thermofilum и Thermoproteus сосуществуют в тесной ассоциации.
Представители родов Thermoproteus, Pyrobaculum и Thermofilum обнаружены по всему миру: в Италии, на Азорских островах, в Исландии, США (Йеллоустонский национальный парк), России (вулкан Узон на Камчатке), Индонезии и Новой Зеландии. Caldivirga была открыта на Филиппинах, а Thermocladium — в Японии.

## Метаболизм
Thermoproteales по типу метаболизма делятся на хемолитоавтотрофов и хемоорганогетеротрофов. Виды с хемолитоавтотрофным типом метаболизма получают энергию за счёт анаэробного серного дыхания. В качестве источника углерода при синтезе органических веществ используется CO2. Его ассимиляция происходит в восстановительном цикле трикарбоновых кислот (цикл Ивенса — Бьюкенена — Эрнона). Хемоорганогетеротрофы получают энергию за счёт окисления различных органических соединений (небольшие пептиды, крахмал, глюкоза, этанол, малаты, фумараты, формиат, дрожжевой экстракт) в дыхательной цепи. В качестве акцептора электронов выступает молекулярная сера, реже O2, NO3− и NO2−. Археи рода Pyrobaculum могут использовать в качестве акцептора электронов Fe3+, который при восстановлении образует магнетит, а в качестве донора электронов — H2, и в микроаэрофильных условиях они окисляют молекулярный водород кислородом. Pyrobaculum islandicum также могут восстанавливать водородом U(VI) с одновременным образованием внеклеточного уранита, Te(VI) до нерастворимых Te(IV) или Te(V), Cr(VI) до Cr(III), Co(III) до Co(II) и Mn(IV) до Mn(II).

## Филогения
На основании данных анализа последовательностей гена 16S рРНК порядок Thermoproteales был отнесён к типу кренархеот, где он формирует отдельный кластер. Наиболее близкие порядки — Sulfolobales и Desulfurococcales. Данные этого анализа также позволяют выделить два чётко обособленных семейства Thermofilaceae и Thermoproteaceae. Есть некоторые сложности с выделением родов Thermoproteus и Pyrobaculum, потому что они не выглядят на филогенетическом дереве как отдельные кластеры. Тем не менее, эти два рода хорошо обособлены с точки зрения физиологии.

## Классификация
На июнь 2017 года в порядок включают следующие семейства и роды:
- Семейство Thermofilaceae[англ.] Burggraf et al. 1997
  - Род Thermofilum Zillig and Gierl 1983 (2—5 видов)
- Семейство Thermoproteaceae[англ.] Zillig and Stetter 1982 emend. Burggraf et al. 1997
  - Род Caldivirga[англ.] Itoh et al. 1999 (1 вид)
  - Род Pyrobaculum Huber et al. 1988 emend. Chan et al. 2013 (8—9 видов)
  - Род Thermocladium[англ.] Itoh et al. 1998 (1 вид)
  - Род Thermoproteus Zillig and Stetter 1982 (3 вида)
  - Род Vulcanisaeta[англ.] Itoh et al. 2002 (3—4 вида)